# Cydia cosmophorana
Cydia cosmophorana là một loài bướm đêm thuộc họ Tortricidae. Nó được tìm thấy ở miền bắc và central châu Âu to miền đông Nga.
Sải cánh dài 9–13 mm. Con trưởng thành bay vào tháng 5 và tháng 6. At times there là một small second generation in tháng 8. They frequent pine forests và plantations và are most active in hot sunshine at midday và in the afternoon.
The larvae primarily feed on Pinus sylvestris, but have also been recorded on Pinus strobus, Picea excelsa và Juniperus communis.